# 柏𣾷
柏𣾷（英語：The Parkhill），位於香港新界元朗唐人新村路138號，為新世界發展旗下的低密度私人住宅項目，由王董建築師事務設計，新世界建築承建。項目設有6幢低座式住宅，合共提供141個單位，外型採用全玻璃幕牆設計，當中近一半為地下花園及頂層天台特色單位，於2016年第一季落成入伙。

## 單位
柏𣾷由6座4層高分層物業組成（第1座至第7座，不設第4座），包括地下、1樓至3樓。間隔方面，實用面積291至930平方呎，由開放式至3房間隔，大致屬長廳及左右廳設計，一律提供傳統獨立廚房。項目當中近五成為特色戶，分佈在地下連花園及3樓頂層連天台單位。

## 住客會所
柏𣾷會所名為「Bamboo House」，面積約11,400平方呎，設施包括戶外泳池、健身室、閱讀雅座等。會所另設4,302平方呎的園林綠化區，提供日光花園、戶外派對區、燒烤庭園及兒童遊樂場。

## 物業管理
柏𣾷由發展商旗下的新世界物業管理負責管理服務。

## 車位
項目車位總數合共41個，包括31個住宅停車位及10個訪客停車位。

## 交通
從屋苑步行往輕鐵屏山站約需10至15分鐘；屋苑正門設有專線小巴31線往返西鐵元朗站。

## 未來發展
參見元朗南發展區

## 外部連結
- 官方网站